# Jonathan Leko
Jonathan Kisolokele Leko, född 24 april 1999, är en engelsk fotbollsspelare som spelar för Milton Keynes Dons.

## Tidiga år
Leko är född i DR Kongo. Han kom till England som åttaåring.

## Karriär

### West Bromwich Albion
Leko började spela fotboll i West Bromwich Albion som 11-åring. Leko debuterade i Ligacupen den 23 september 2015 i en 3–0-förlust mot Norwich City, där han blev inbytt i den 77:e minuten mot Stéphane Sessègnon. Den 2 april 2016 debuterade Leko i Premier League i en 0–0-match mot Sunderland, där han blev inbytt i den 78:e minuten mot Saido Berahino. Han var då 16 år och 344 dagar och blev den första född 1999 att spela i Premier League. Den 28 juni 2016 skrev han på sitt första A-lagskontrakt med klubben; ett treårskontrakt.
Den 28 augusti 2017 lånades Leko ut till Bristol City på ett låneavtal över säsongen 2017/2018. Leko debuterade i Championship den 9 september 2017 i en 1–0-vinst över Reading, där han blev inbytt i den 70:e minuten mot Famara Diedhiou. Den 2 januari 2018 återkallades Leko till West Brom.
Den 8 augusti 2019 lånades Leko ut till Charlton Athletic på ett låneavtal över säsongen 2019/2020.

### Birmingham City
Den 28 augusti 2020 värvades Leko av Championship-laget Birmingham City, där han skrev på ett treårskontrakt. Den 31 augusti 2021 lånades Leko ut till League One-klubben Charlton Athletic på ett säsongslån.

### Milton Keynes Dons
Den 13 januari 2023 värvades Leko av League One-klubben Milton Keynes Dons. Den 26 januari 2024 lånades han ut till Burton Albion på ett låneavtal över resten av säsongen 2023/2024. Följande dag debuterade han med inhopp i andra halvlek mot Cambridge United, men han knappt spela fem minuter innan han utgick skadad.